# برسية بانكسية
برسية بانكسية (الاسم العلمي:Gnaphalium banksii) هي نوع غير مؤكد من النباتات تتبع جنس البرسية من الفصيلة النجمية.